# Lanatomyia miles
Lanatomyia miles är en tvåvingeart som beskrevs av Debenham 1974. Lanatomyia miles ingår i släktet Lanatomyia och familjen svidknott. Inga underarter finns listade i Catalogue of Life.